# Rollo

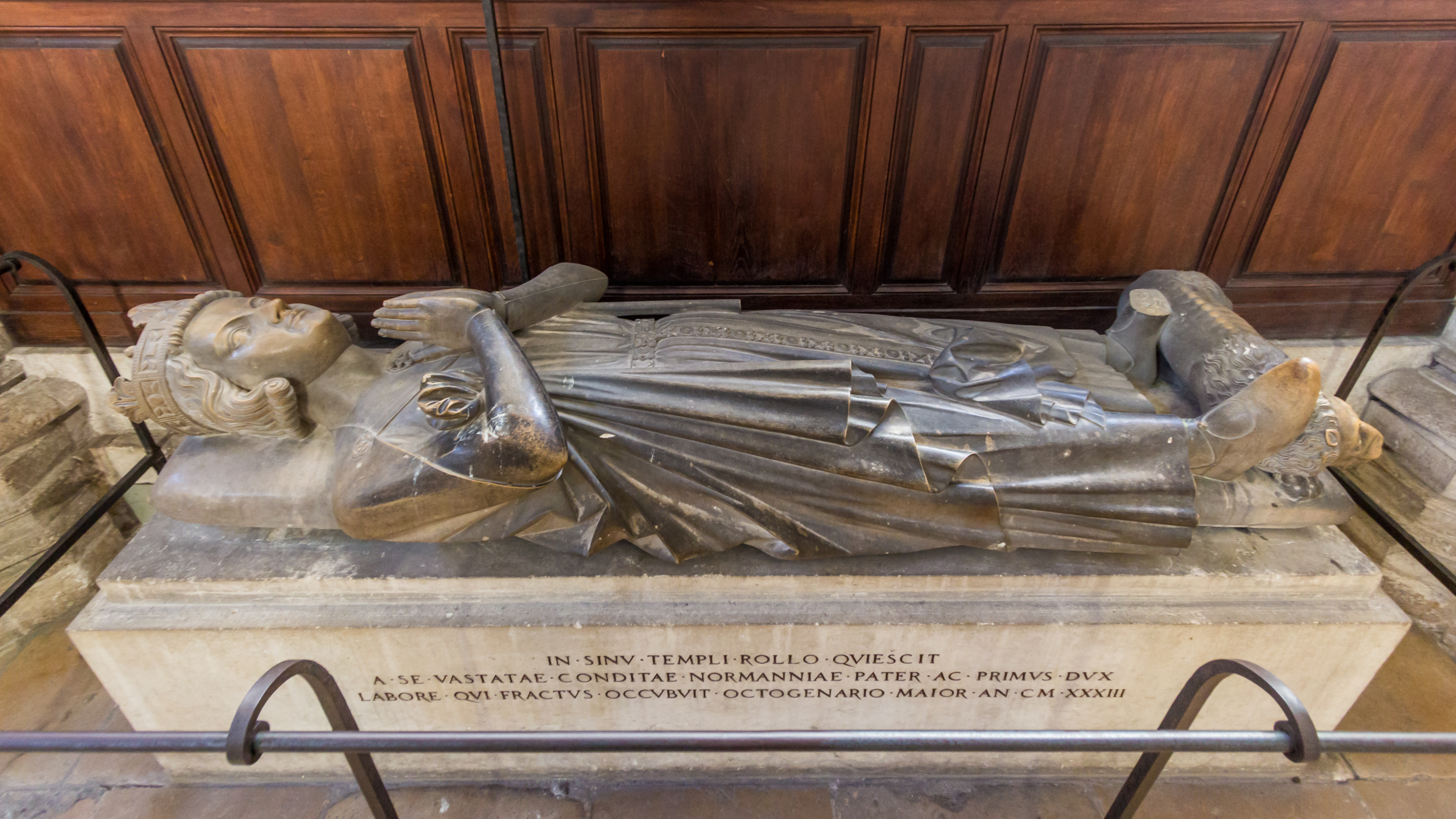
Rollos grav i katedralen i Rouen

Hertigdömet Normandies tillväxt. Det streckade området motsvarar Rollos första förläning 911.

Släktträd över Rollos ättlingar.

Rollo eller Robert I, född i mitten av 800-talet, död tidigast 927 och senast 933, var en vikingahövding omnämnd i den nordiska sagalitteraturen som Gånge-Rolf. År 911 grundade han det normandiska väldet i norra Frankrike och blev greve av Rouen. Han räknas ibland som den förste hertigen över Normandie, även om den titeln först tillkom hans efterföljare.

## Biografi
Rollo var en hövding som i början av 900-talet ledde vikingarna som härjade norra Frankrike och etablerade sig där. Han nämns i ett diplom från frankiske kungen Karl den enfaldige 918. Diplomet stödjer det som historikern Dudo skrev 100 år senare, att Rollo 911 med kung Karl ingick ett avtal i staden Saint-Clair-sur-Epte. Rollo fick ett område runt Seines nedre lopp med Rouen som grevskap mot att han försvarade området mot andra vikingar. Området avgränsades ungefärligen av floderna Risle, Bresle och Epte. Som del i uppgörelsen blev hedningen Rollo 912 döpt till Robert och gifte sig med franske kungens dotter Gisela.
Rollo tycks ha hållit sin del av avtalet. Fred och säkerhet återvände. Kyrkor och kloster kunde åter utvecklas. Rollo utökade 924 sitt område västerut fram till floden Orne med staden Bayeux. Området kom att kallas Normandie  efter nordmännen, les normands. Sista delen av vad som skulle bli hertigdömet Normandie, nämligen Avranches och Cotentin tillkom 933, men då var det sonen Vilhelm som var mottagare av landet, antagligen för att Rollo då var död. Han vilar i katedralen i Rouen där man ännu i dag kan se hans gravvård, bredvid de tillhörande hans frilla, Poppa av Bayeux, och hans son, Vilhelm Långsvärd, i ett av kyrkans kapell.

### Rollos ursprung
Det har funnits olika teorier genom åren kring varifrån Rollo egentligen härstammade. Främst gör Norge och Danmark anspråk på att ha varit hans hemland.
Enligt Dudo av Saint-Quentin som cirka 1015 skrev Historia Normannorum om normandernas historia på uppdrag av Rikard I av Normandie, Rollos sonson, kom Rollo ursprungligen från Danmark. Enligt Vilhelm av Jumièges som skrev Gesta Normannorum Ducum (före 1060) var Rollo från Fakse i Danmark.
I den norsk-isländska historieskrivningen identifieras Rollo med Gånge-Rolf (fornvästnordiska Gengu-Hrólfr), en vikingahövding som blev förklarad fredlös och som ska ha levt under Harald Hårfagers tid. Namnet sägs komma av att han var så storväxt att ingen häst kunde bära honom. Gånge-Rolf eller Rolf Ragnvaldsson ska ha varit son till jarlen av Møre, Ragnvald Oysteinsson och dennes hustru Hilda. Den äldsta kopplingen mellan Rollo och Rolf förekommer i Historia Norvegiæ cirka 1180.
Den walesiska krönikan Vita Griffini Filii Conani från 1137 hävdar att Rollo var bror till Harald Hårfagre.
En historikerstrid med nationella förtecken angående Rollos ursprung uppkom i slutet av 1800-talet. Den danske historikern Johannes Steenstrup argumenterade i sitt verk Normannerne 1876 för ett danskt ursprung med stöd av Dudo av Saint-Quentin. Norska historiker som Ebbe Hertzberg, Gustav Storm och Alexander Bugge ifrågasatte Dudos opålitliga skildring av Danmark och påpekade att dottern Geirlaug hade ett norskt namn. De litade mer på den norröna berättartraditionen. Frågan om Rollos härkomst kunde inte säkert fastställas genom historiska studier. 

### Familj
Rollo hade flera frillor. Den mest kända är Poppa av Bayeux, dotter till Berenger av Bayeux, som Rollo själv dräpt när han erövrade Bayeux. Med Poppa fick han sonen Vilhelm Långsvärd som skulle efterträda honom. En dotter vid namn Gerloc (Geirlaug) är också känd. Om han hade några barn med hustrun Gisela av Frankrike är inte känt, inte heller om hon var frillodotter till kung Karl eller född inom äktenskapet.
Barn:
- Vilhelm Långsvärd
- Gerloc

Rollo är anfader till Vilhelm Erövraren som ledde normandernas erövringståg mot England och blev landets kung år 1066.